# Walter Schuck
Walter Schuck (30 de Julho de 1920 – 27 de Março de 2015) foi um piloto alemão da Luftwaffe durante a Segunda Guerra Mundial. Voou em mais de 500 missões de combate, tendo abatido 206 aeronaves inimigas (8 das quais pilotando um Messerschmitt Me 262), o que fez dele um ás da aviação.